# Lophogobius cyprinoides
Lophogobius cyprinoides es una especie de peces de la familia de los Gobiidae en el orden de los Perciformes.

## Morfología
Los machos pueden llegar a alcanzar los 10 cm de longitud total.

## Hábitat
Es un pez de clima tropical (24 °C-28 °C).

## Distribución geográfica
Se encuentra en el Atlántico occidental: desde Bermuda, Florida (los Estados Unidos) y Bahamas hasta Centroamérica y el norte de Sudamérica.

## Observaciones
Es inofensivo para los humanos. 